# Massimo d'Azeglio

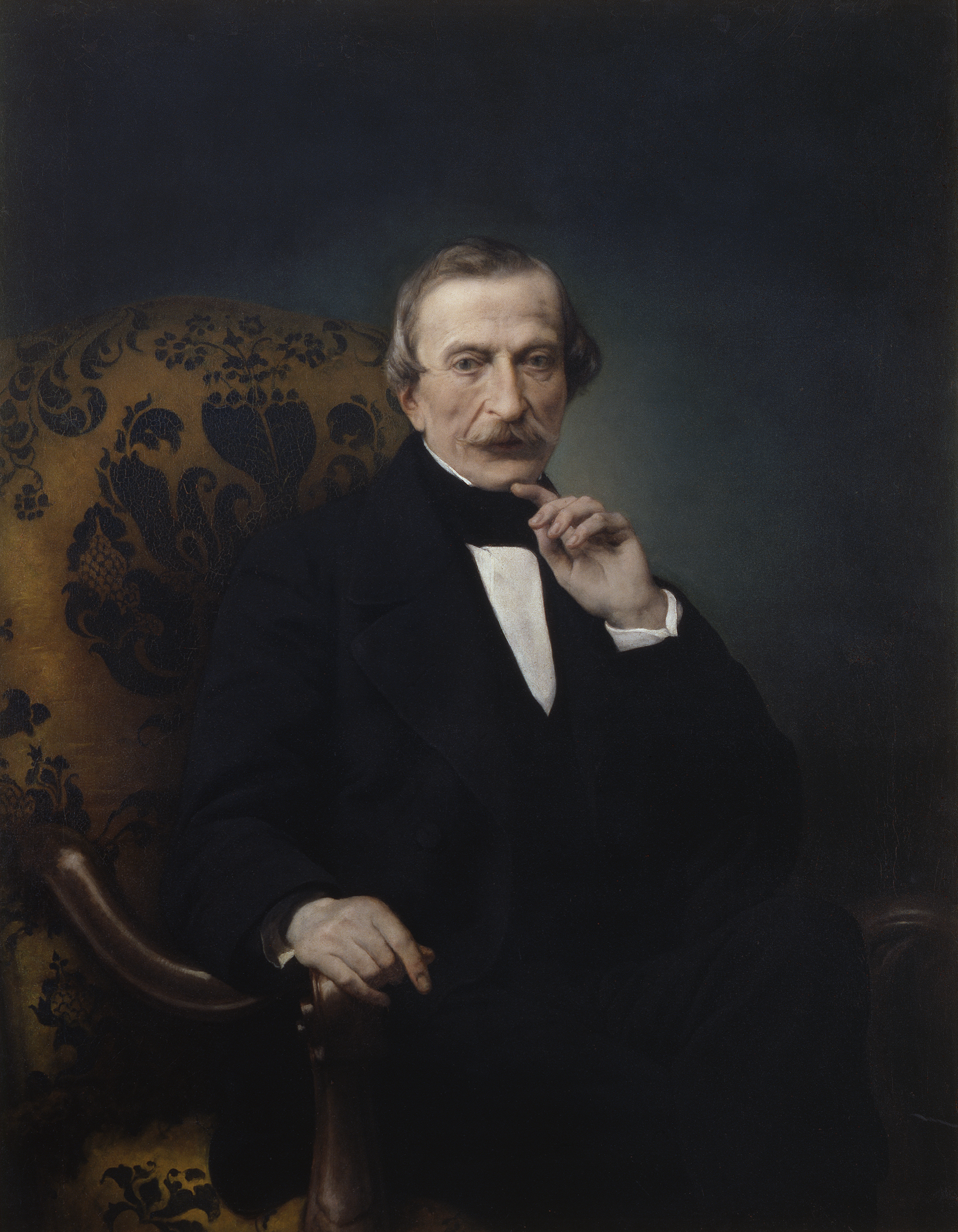
Massimo d'Azeglio, oljemålning av Francesco Hayez 1860.

Massimo Taparelli, markis d'Azeglio, född 24 oktober 1798, död 15 januari 1866, var en italiensk statsman, författare och konstnär, bror till Roberto och Luigi d'Azeglio.
Azeglio gjorde sig först känd som landskapsmålare. Efter sitt giftermål med en dotter till Alessandro Manzoni vanns han för den italienska frihetskampen, och sökte genom sina historiska romaner Ettore Fieramosca (1833) och Nicolo de Lapi (1841), genom tal och skrift väcka folkets frihets- och nationalkänsla. Han deltog i frihetskriget 1848 och kallades 1849 av Viktor Emanuel till Sardiniens ministerpresident. Då Camillo di Cavour, som 1851 inträtt i ministären, förenade sig med vänstern, trädde Azeglio tillbaka.

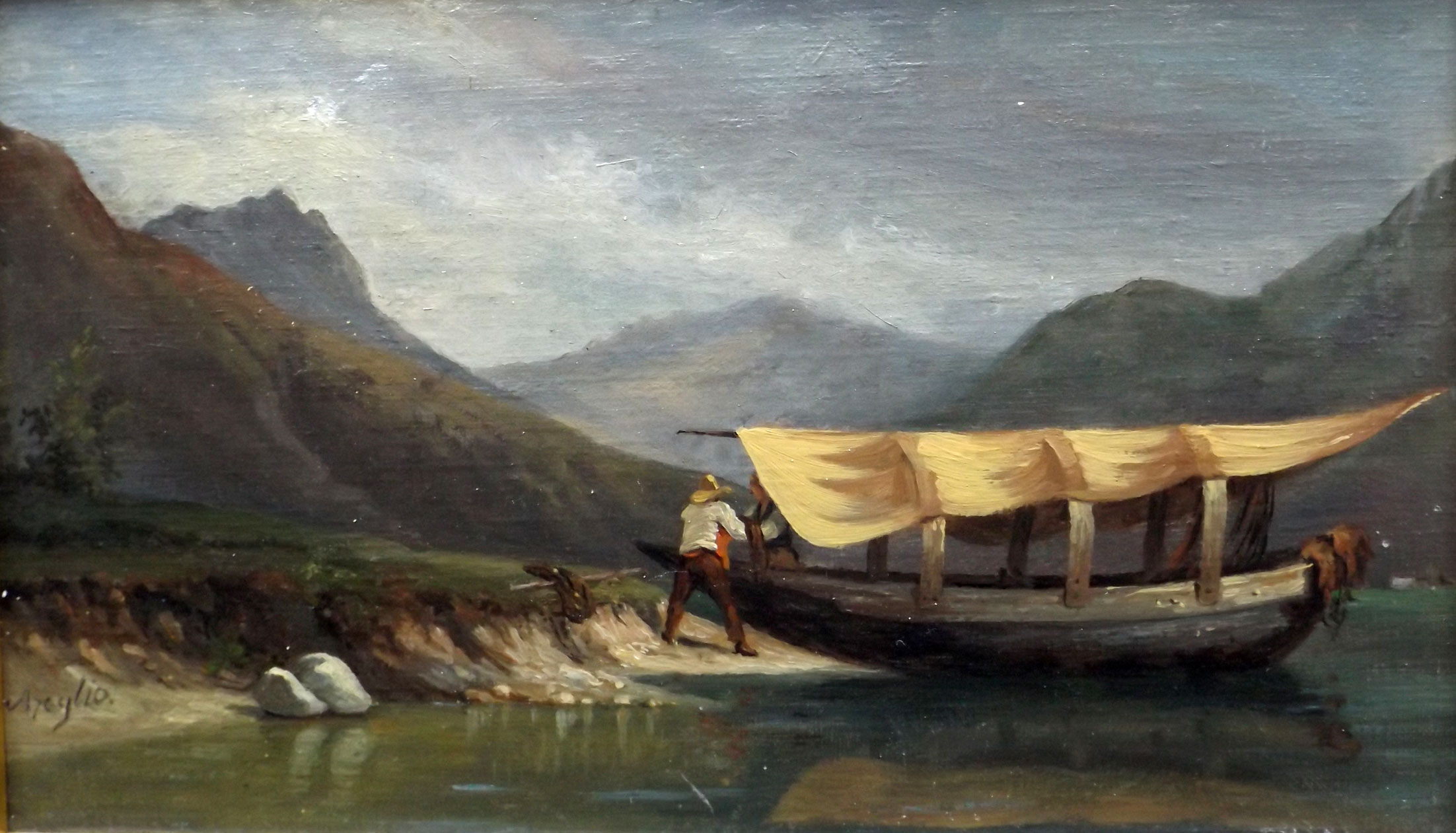
Massimo d'Azeglio: Livet vid sjön med en båt

## Citat
Fatta l’Italia, bisogna fare gli Italiani. - Vi har skapat Italien, nu behöver vi skapa italienarna.